# Кечмания 6
Кечмания 6 (на английски: WrestleMania VI) е шестото годишно pay-per-view събитие от поредицата Кечмания, продуцирано от Световната федерация по кеч (WWF). Събитието се провежда на 1 април 1990 г. в SkyDome в Торонто, Канада.

## Обща информация
Това е първата Кечмания, която се провежда извън САЩ. Освен рекордната посещаемост на събитието, другото може би най-запомнящо се е „Върховното предизвикателство“ – основният мач на събитието, в който Хълк Хоган (Световният шампион на WWF в тежка категория) срещу Ултимейт Уориър (Интерконтиненталният шампион на WWF в тежка категория), в който и двете шампионски титли са заложени. На 3 февруари 1990 г., седмица след като Хоган и Уориър се сблъскват на Кралски грохот, Хоган представя „Върховното предизвикателство“ на Уориър и иска да знае дали Хълкаманията или силата на Уориър е най-популярното нещо в WWF. На 10 февруари мачът е официално обявен за основно събитие на Кечмания 6 от тогавашния президент на WWF Джак Туни. На 24 февруари Туни обявява, че и Световната титла и Интерконтиненталната титла ще бъдат заложени за първи път едновременно по време на мача. На Кечмания 6, Уориър печели единствената си Световна титла в тежка категория на WWF.
На Кечмания 6, Брутъс Бийфкейк е първият човек, който побеждава Мистър Перфект в телевизионен мач, като по този начин прекратява непобедената серия на Перфект по телевизията.
Робер Жуле изпява Химна на Канада преди събитието.
Бъдещите многократни световни шампиони Острието и Крисчън са в публиката на събитието, както и Ланс Сторм и Рене Йънг. Даймънд Далас Пейдж кара „Ритъм и блус“ с Джими Харт до ринга с розовия си кадилак.

## Резултати
| №                                         | Резултати | Правила                                                                                           | Време |
| ----------------------------------------- | --- | ------------------------------------------------------------------------------------------------- | ----- |
| 1                                         | Разрушителите (Екс и Смаш) побеждават Колосалната връзка (Андре Гиганта и Хаку) (ш) (с Боби Хийнън)             | Отборен мач за Световните отборни титли на WWF                                                    | 9:30  |
| 2                                         | Земетресението (с Джими Харт) поб. Херкулес                                                                     | Индивидуален мач                                                                                  | 4:52  |
| 3                                         | Брутъс Бийфкейк поб. Мистър Пърфект (с Геният)                                                                  | Индивидуален мач                                                                                  | 7:48  |
| 4                                         | Бад Нюз Браун срещу Роди Пайпър приключва с двойно отброяване                                                   | Индивидуален мач                                                                                  | 6:48  |
| 5                                         | Фондацията Харт (Брет Харт и Джим Найдхарт) поб. Болшевиките (Борис Жуков и Николай Волкоф)                     | Отборен мач                                                                                       | 0:19  |
| 6                                         | Варваринът (с Боби Хийнън) поб. Тито Сантана                                                                    | Индивидуален мач                                                                                  | 4:33  |
| 7                                         | Дъсти Роудс и Сапфир (с Мис Елизабет) поб. Кралица Шери и Ренди Савидж                                          | Смесен отборен мач                                                                                | 7:52  |
| 8                                         | Ориент Експрес (Пат Танака и Сато) (с Мистър Фуджи) поб. Рокерите (Марти Джанети и Шон Майкълс) чрез отброяване | Отборен мач                                                                                       | 7:38  |
| 9                                         | Джим Дъгън поб. Дино Браво (с Джими Харт и Земетресението)                                                      | Индивидуален мач                                                                                  | 4:15  |
| 10                                        | Тед Дибиаси (ш) (с Върджил) поб. Джейк Робъртс чрез отброяване                                                  | Индивидуален мач за Милионерската титла                                                           | 11:50 |
| 11                                        | Рик Руд (с Боби Хийнън) поб. Джими Снука                                                                        | Индивидуален мач                                                                                  | 3:59  |
| 12                                        | Ултимейт Уориър (ИК шампион) поб. Хълк Хоган (WWF шампион)                                                      | Индивидуален мач за Интерконтиненталната титла на WWF и Световната титла в тежка категория на WWF | 22:51 |
| - (ш) – указва шампиона/шампионите в мача | |                                                                                                   |       |